# Tangram

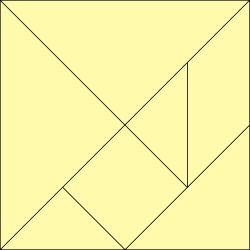
Elementy tangramu

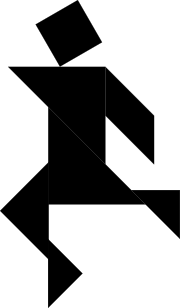
Przykładowy obrazek

Tangram – chińska łamigłówka (układanka), znana od ok. 3000 lat. Składa się z siedmiu elementów w postaci figur geometrycznych (tan), powstałych przez rozcięcie kwadratu. Są nimi:
- 2 jednakowe duże trójkąty prostokątne,
- 1 średni trójkąt prostokątny,
- 2 jednakowe małe trójkąty prostokątne,
- 1 mały kwadrat,
- 1 mały równoległobok.

Na identycznej idei oparty jest też starogrecki stomachion, zawierający 14 elementów.

## Cel łamigłówki
Celem jest odtworzenie położenia wszystkich siedmiu elementów tangramu w przedstawionym obrazku na podstawie jedynie kształtu jego konturów, a także wymyślanie własnych wzorów.

## Reguły
- w przypadku każdego obrazka należy wykorzystać wszystkie siedem elementów,
- elementy nie mogą na siebie nachodzić,
- element w kształcie równoległoboku można odwracać na drugą stronę.

Za pomocą tangramu można ułożyć tysiące obrazków: sylwetek ludzi i zwierząt, przedmiotów, figur geometrycznych.